# Mörkertal
Mörkertal är ett begrepp inom statistiken. Mörkertal är de inträffade företeelser av något man undersöker som man inte känner till och därför inte kan ta med i statistiken. Till exempel kan det handla om brott som inte anmälts eller sjukdomsfall som inte når vården. Dessa blir då en del av mörkertalet.
När man talar om mörkertal i samband med brott, innebär det så gott som alltid att det begås fler brott än man känner till. Alla brott upptäcks inte, och av dem som upptäcks är det inte alla som anmäls. Summan av de oupptäckta och upptäckta men oanmälda brotten är mörkertalet.
När man talar om mörkertal i andra sammanhang behöver det inte innebära att saken alltid är värre än man känner till. När det gäller till exempel dödligheten i en viss sjukdom omfattar mörkertalet både dem som dött i sjukdomen utan att man känt till att det var den sjukdomen de dog av och dem som insjuknat i sjukdomen men tillfrisknat utan att man känt till att det var den sjukdomen de hade. Om de senare är fler än de förra, innebär det att mörkertalet, om det var känt, skulle visa att sjukdomen är mindre farlig än man trott.
Mörkertalet anger relationen mellan det faktiska antalet brott och det synliga eller anmälda antalet brott. Om till exempel mörkertalet är 1, anmäls alla begångna brott. Om mörkertalet är 2, är det faktiska antalet brott dubbelt så stort som det synliga antalet brott.
Ordet "mörkertal" är belagt i svenska språket sedan 1970.